# 土壤酸化
土壤酸化 ，是氫 陽離子的積累，也稱為質子，減少土壤pH。當質子供體加入土壤時，就會發生這種情況。給體可以是酸，例如硝酸和硫酸（這些酸是酸雨的常見組分）。它也可以是諸如硫酸鋁的化合物，其在土壤中反應以釋放質子。作為肥料添加的許多氮化合物也長期酸化土壤，因為它們在該過程中被氧化時產生亞硝酸和硝酸。
當鈣，鎂，鉀和鈉的鹼性陽離子從土壤中浸出時，也會發生酸化。這種浸出隨著降雨增加，酸雨也會加速鹼性陽離子浸出。當植物生長時，植物從土壤中取出鹼，為每個鹼基陽離子交換質子。當除去植物材料時，例如當森林被砍伐或作物收穫時，它們所佔據的基質永久地從土壤中喪失。

## 植物留在土壤上
許多植物產生有機酸。當植物垃圾在土壤上積聚或結合到土壤中時，釋放這些酸（包括乙酸、腐殖酸、草酸和鞣酸）。這在針葉樹如松樹、雲杉和冷杉的土壤中尤其嚴重。

## 岩石在土壤中
某些岩石也有助於土壤酸化。花崗岩和火成岩他們有大量的石英對抗風化。此外，它們具有相對低量的鈣和鎂。一些沉積岩石如頁岩和煤富含硫化物，當水合和氧化時，產生比矽酸強得多的硫酸。海洋粘土在許多情況下也是富含硫的，並且如果這些粘土排出到氧化狀態，則其變得非常酸性。

## 污染
酸化也可以從氮氣排放到空氣中發生，因為氮氣可能最終沉積到土壤中。

## 酸化化合物
- 硫酸鋁
- 氨
- 硝酸銨
- 磷酸銨
- 硫酸銨
- 硫酸亞鐵
- 磷酸二氫鉀
- 磷酸
- 尿素
- 礬